# McDonnell Douglas F-15 Eagle
Il McDonnell Douglas F-15 Eagle è un caccia statunitense da  superiorità aerea. Portato in volo per  la prima volta nel 1972 ed entrato in servizio nel 1976, è tuttora utilizzato dall'aeronautica statunitense (USAF), da quella Israeliana, Giapponese, Saudita, della Corea del Sud e di Singapore. Una sua variante è l'F-15E Strike Eagle, un cacciabombardiere entrato in servizio nel 1988.

## Storia del progetto
Le origini dell'F-15 possono essere fatte risalire agli anni cinquanta quando lo Strategic Air Command dell'USAF formulò la richiesta per un bombardiere pesante d'alta quota in grado di volare 3 volte più veloce del suono (Mach 3) portando così alla realizzazione dell'impressionante aereo XB-70 Valkyrie che effettuò il primo volo il 21 settembre 1964.
Sebbene il progetto fosse presto cancellato a causa della perdita di un prototipo e per la sopravvenuta inutilità dell'aereo dovuta alla nascita dei missili balistici intercontinentali, oltre che per il fatto che non si trovava il modo di raffreddare a sufficienza il vano portabombe per ospitarvi ordigni bellici, la sorpresa e la paura per un aereo dalle prestazioni simili crearono un comprensibile sconcerto in Unione Sovietica che formulò a sua volta una richiesta per un mezzo in grado di fermare questa nuova minaccia, oltre che il bisonico B-58 Hustler allora in servizio operativo.
La richiesta sovietica portò alla realizzazione del caccia intercettore MiG-25, un aereo in grado di volare a Mach 2,83 e di surclassare in prestazioni qualsiasi aereo da caccia statunitense.
Restava poi l'esigenza di contrastare le macchine da ricognizione strategica realizzate dagli USA, in particolare la famiglia di ricognitori-caccia intercettori che portò all'entrata in servizio del SR-71 Blackbird.
Comunque sia, dopo la presentazione nel 1967 di numerose macchine della nuova generazione sovietica, in verità in maniera affrettata visto che si trattava quasi esclusivamente di prototipi, e del MiG-25 in particolare, fu chiaro agli Stati Uniti il bisogno di un nuovo apparecchio in grado di far loro riconquistare la superiorità aerea (termine appunto coniato per l'F-15), anche per via della sopravvalutazione fatta dai servizi di intelligence statunitensi.
Il primo F-15A volò nel luglio 1972 mentre esattamente un anno dopo (luglio 1973) volò il primo F-15B biposto. Il primo F15B fu consegnato nel novembre 1974 e nel gennaio 1976 fu consegnato il primo aereo destinato ad uno squadrone da combattimento.
I modelli F-15C (monoposto) e F-15D biposto entrarono nell'inventario dell'USAF nel 1979. Queste nuove varianti avevano un nuovo pacchetto di miglioramenti, più i serbatoi esterni e un peso massimo al decollo maggiore. Nel febbraio 1983 iniziò un programma di miglioramento con l'aggiunta di un nuovo radar e l'installazione delle versioni più recenti dei missili.
Per molti anni l'F-15 Eagle fu definito "The Uncompromised Fighter" (Il Caccia senza Compromessi). Tale appellativo fu coniato per mostrare a tutti che non si badò a spese nella realizzazione del progetto ma anzi si investirono ingenti risorse per ottenere il meglio del meglio per l'epoca.

### Primati
L'F-15 ha battuto un gran numero di record di velocità e salita in quota, strappandoli al MiG-25 sovietico (per poi vederseli sfilare di nuovo ma dal Su-27), con prestazioni come quella della quota di 30 500 metri raggiunti in circa 4 minuti.
Questo velivolo detiene il record di abbattimenti senza alcuna perdita in combattimento aria-aria con 104 aerei nemici abbattuti. La maggior parte di queste vittorie sono state ottenute dai piloti israeliani durante la guerra in Libano del 1988 contro i MiG-21 e i MiG-23 siriani, altre 33 dall'USAF in Iraq nel 1991 e nella ex-Jugoslavia nel 1999 e 2 dalla Royal Saudi Air Force (RSAF) in Iraq nel 1991.
In verità qualche F-15 è stato abbattuto da un missile: infatti, durante un'esercitazione con armamento reale un F-15 giapponese è stato distrutto da un missile sparato per errore da un altro velivolo giapponese, mentre due F-15E Strike Eagle da bombardamento sono stati abbattuti dalla contraerea irachena durante la prima guerra del Golfo del 1991 e un altro è andato perso, pare, per un errore umano oppure per il fuoco della contraerea durante l'invasione dell'Iraq del 2003.
Un altro record non ufficiale è senz'altro quello del danno peggiore sostenuto senza precipitare.
Il 1º maggio 1983, durante un addestramento, un A-4 Skyhawk urtò un F-15D israeliano esplodendo e tranciandone l'ala destra a circa 0,6 m dalla radice. Disobbedendo agli ordini che lo obbligavano ad eiettarsi e a lasciare il velivolo, il pilota (che successivamente affermò di non essersi reso conto della gravità del danno a causa dei vapori di carburante che fuoriuscivano dall'ala spezzata, altrimenti si sarebbe eiettato) fu in grado di far atterrare l'aereo a quasi 400 chilometri orari grazie all'ampia superficie orizzontale della fusoliera e alla potenza dei motori.

### Futuro
Gli F-15C e D ancora in servizio nell'aeronautica militare statunitense stanno per essere rimpiazzati dal più recente F-22 Raptor, che però è stato finora ordinato in un numero insufficiente di macchine, per via di difficoltà tecniche e del costo unitario elevatissimo. Sembra invece che gli F-15E, entrati in servizio nel 1988, rimarranno nell'inventario dell'USAF ancora per diversi decenni, poiché l'USAF non sa come sostituirli; gli F-22 sono già alquanto esigui nei reparti da caccia, l'eventuale doppio ruolo di cacciabombardiere non sarebbe agevole da svolgere dato che gli ordinativi sono progressivamente calati da 750 a 648, poi a 450, a 336 e infine a 187.
Quanto al futuro si vedrà se la Boeing, attuale detentore del progetto F-15, riuscirà a vendere alcuni esemplari dell'ultima versione di questo velivolo, l'F-15 Silent Eagle, caratterizzato da qualità stealthness (invisibilità ai radar), da un vano di carico interno degli armamenti e da una doppia deriva divergente.

## Tecnica

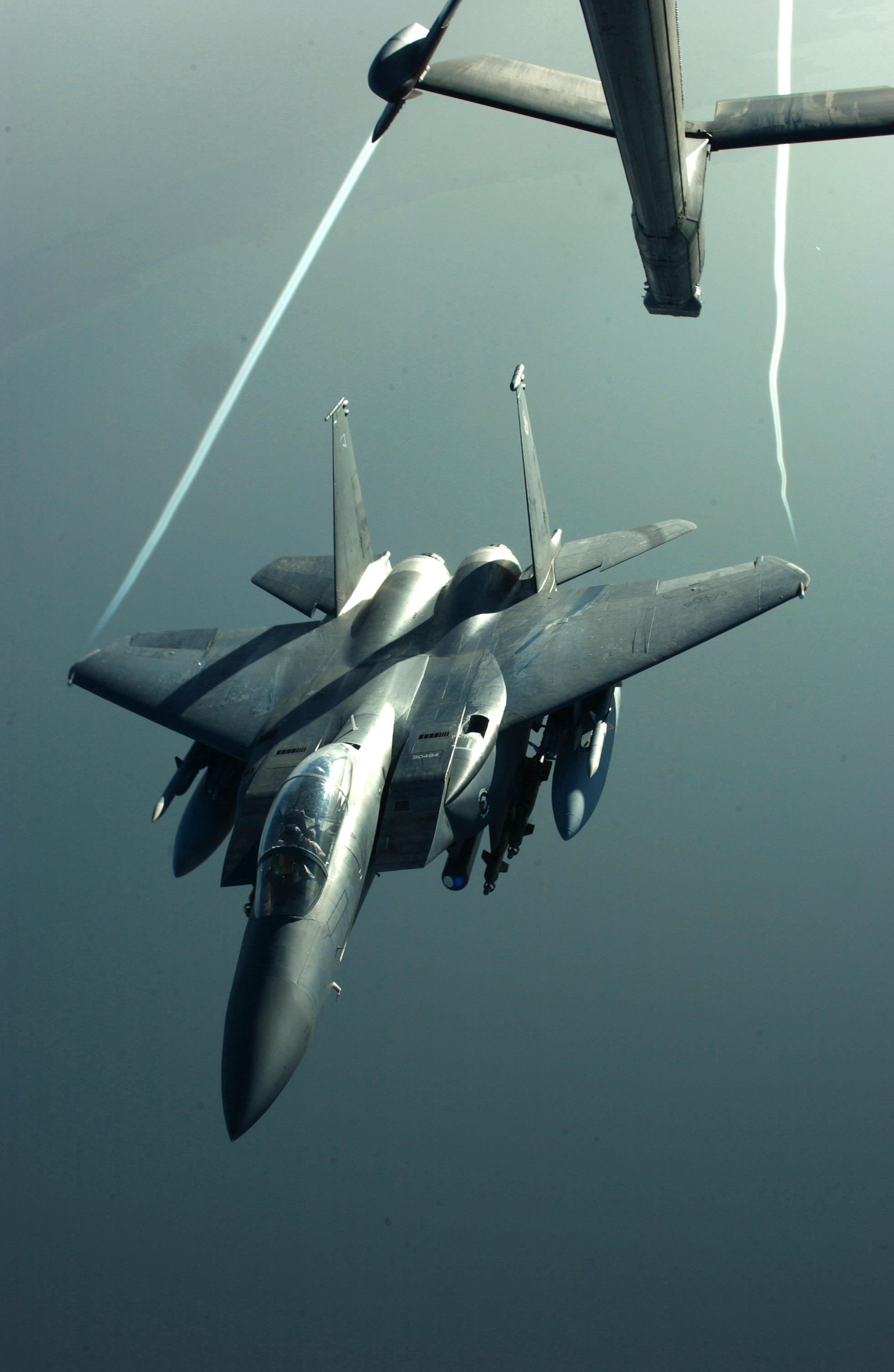
Vortici di estremità alare di un F15. L'aereo è stato appena rifornito in volo da un'aerocisterna McDonnell Douglas KC-10 Extender.

L'alta manovrabilità, velocità ed autonomia, come anche la grande visuale garantita al pilota, sono dovute ad un eccellente ed equilibrato disegno efficace nell'armonizzare al meglio ogni desiderabile caratteristica per un caccia moderno, sia pure con il risultato di un velivolo estremamente grande e costoso.

### Motori
I motori sono turbofan PW F 100 o GE F 110 nei loro vari modelli da 10-13 tonnellate di spinta statica, inizialmente, con dei problemi di affidabilità non indifferenti per l'F-100. Le prese d'aria sono a sezione rettangolare, ed hanno un complesso meccanismo di variazione per adattarle alle condizioni di volo (lo stesso vale per gli ugelli di scarico dei motori).
L'altissimo rapporto potenza-peso, caratteristica data dai motori di nuova generazione quali gli F-100 e la bassa resistenza aerodinamica, consentono di mantenere maggiormente la velocità e la quota di quanto fosse possibile con i modelli precedenti. Le manovre caratterizzate da un elevato numero di "G" (accelerazione espressa in relazione a quella di gravità terrestre, 9,81 m/s²) hanno modo di erodere rapidamente l'energia di manovra della macchina, per via dell'attrito prodotto dal movimento non lineare attraverso l'atmosfera. Il McDonnell Douglas F-4 Phantom perde energia in pochi secondi e non può mantenere il massimo livello d'accelerazione teoricamente possibile, circa 8 G. L'Eagle può tenere la velocità compensando l'attrito con la potenza dei motori, rendendo migliori le prestazioni nel combattimento aereo.

### Sistemi e impianti

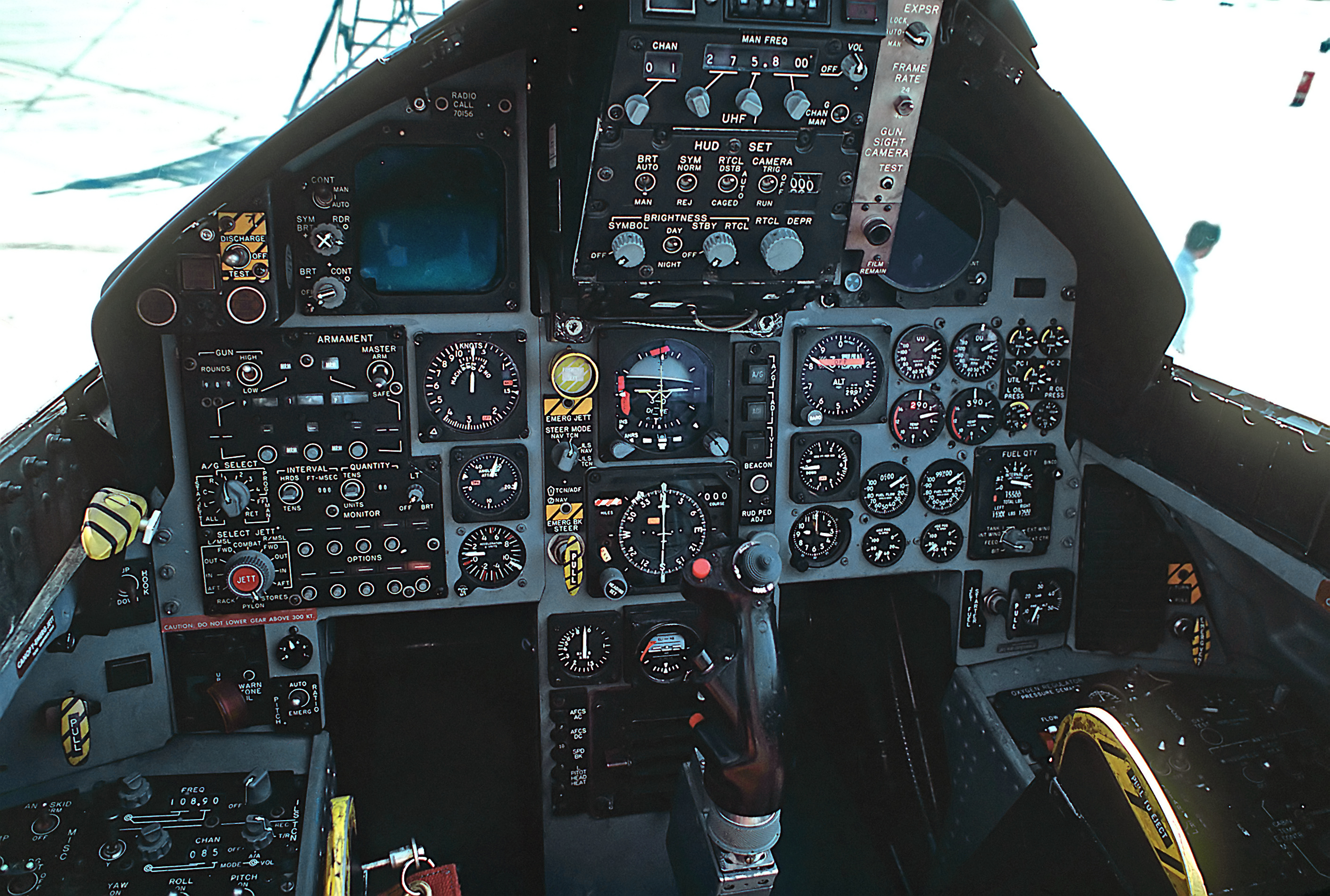
cockpit di un F-15A

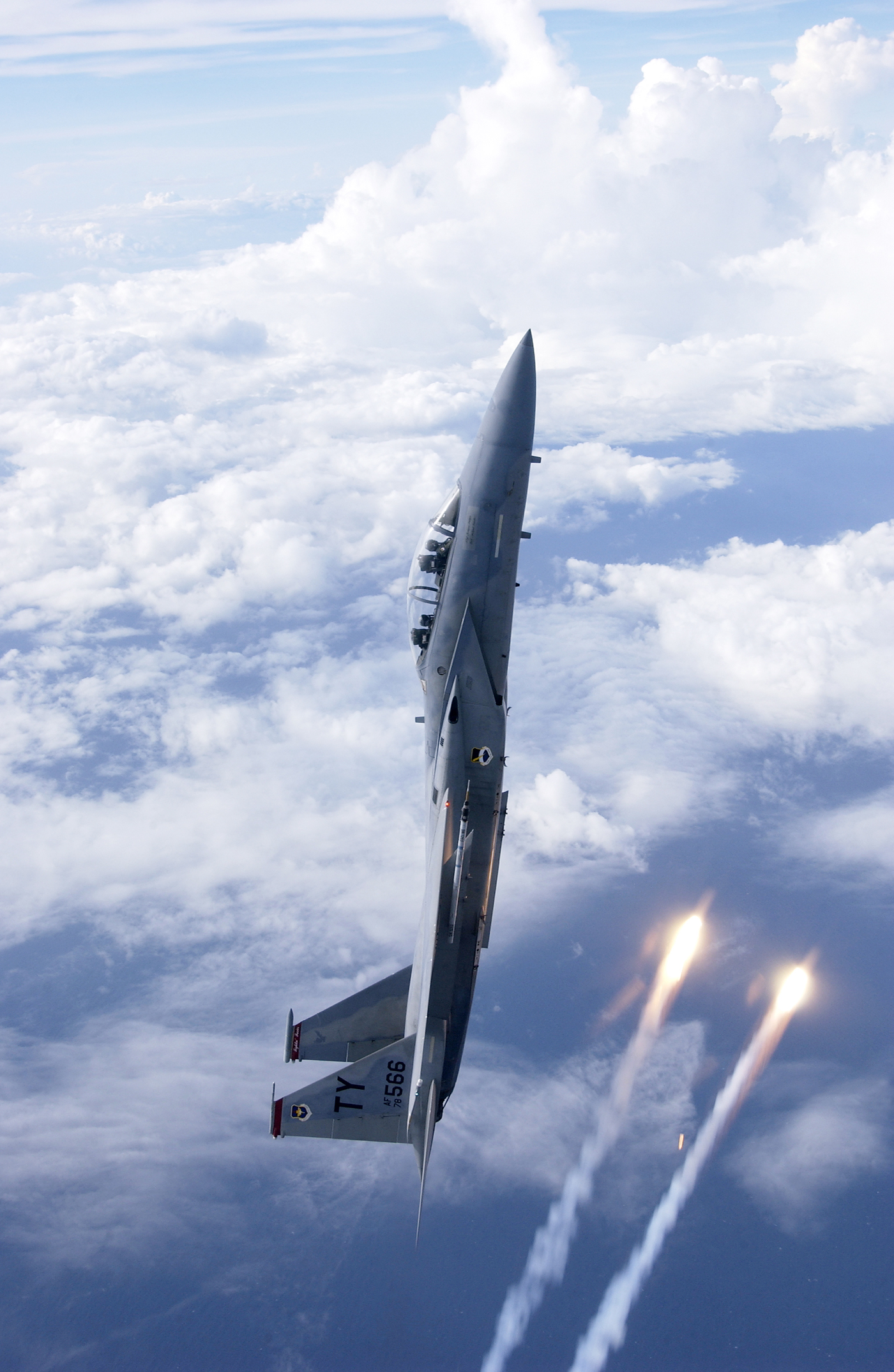
Un F-15D della Tyndall Air Force Base (Florida) in volo verticale mentre rilascia dei flare.

L'avionica include un Head-up display (display a testa alta, dove le informazioni sono proiettate sullo schermo a riflessione dell'abitacolo), un radar molto avanzato, un sistema di navigazione inerziale, strumenti di volo e per la guerra elettronica, un sistema di difesa attivo (ALQ-135) e passivo (ALR-56) con antenne, processori e lanciatori di chaff e flare della serie ALE, sistema di comunicazioni ad alta frequenza, sistema di navigazione tattico e sistema di atterraggio strumentale. Inoltre sono installati un sistema di identificazione amico-nemico, un sistema di contromisure elettroniche e un computer principale che in origine aveva 26 kB di RAM, poi incrementati a 96 e dal 1988 a 1024. Da tenere presente che queste prestazioni apparentemente modeste devono essere garantite in condizioni di volo ed operative assolutamente non presenti negli ambienti d'impiego "da ufficio" (non esistono HD con una soglia di tollerabilità di 10 G, per esempio, gli stessi computer portatili superano di poco i 2) .
L'head-up display (HUD) proietta tutte le informazioni essenziali di volo in maniera visibile in ogni condizione di luce permettendo al pilota di seguire ed abbattere gli aerei nemici senza mai dover abbassare lo sguardo sulla strumentazione interna dell'aereo.
Il versatile radar Doppler APG-63 (o APG-70) può intercettare sia aerei che volano più in alto dell'F-15 che più in basso senza confondersi con i rilievi del terreno, sfruttando la differenza di ritorno degli echi tra oggetti fissi e in movimento. Una volta acquisito il bersaglio le informazioni vengono inoltrate al sistema di bordo per l'effettivo utilizzo dell'armamento. Nel caso di combattimenti ravvicinati il radar delle versioni recenti (APG-70, APG-63V) è persino in grado di identificare l'aereo grazie alla tecnologia NTCR (non-cooperative target recognition), e informarne il pilota tramite l'HUD.
È possibile una mappatura del terreno, almeno con le versioni migliorate, ma con l'APG-70 si può realmente scoprire bersagli al suolo da decine di chilometri in condizioni ognitempo. L'aereo nelle versioni d'attacco ha una strumentazione molto migliorata rispetto al modello originale, che tra l'altro latitava in termini di schermi multifunzione per sostituirsi alla tecnologia analogica vecchia di decenni. Qui invece la macchina è derivata dal modello "D" biposto e ha 3 schermi CRT nel posto anteriore e 4 in quello posteriore, con le migliori tecnologie dell'epoca per il corretto interfacciamento uomo-macchina. Disponibile anche il sistema di attacco-designazione esterno LANTIRN.
In caso di attacco nemico il computer di bordo è in grado di prendere autonomamente inoltre le necessarie contromisure elettroniche interagendo con la libreria di bordo per attivare le opportune contromisure ed informare i piloti al tempo stesso.
Per gli F-15 C e D sono stati progettati 2 serbatoi aerodinamici esterni da installare ai lati delle gondole dei motori per aumentarne l'autonomia. Questi serbatoi "conformal" detti "fast pack" sono progettati per sopportare le stesse sollecitazioni dell'aereo e non degradano in maniera rilevante le prestazioni generali. 
Con 3200 litri in più di carburante per ogni serbatoio ausiliario, l'F-15 è in grado di prolungare di molto la sua presenza nell'area di combattimento lasciando liberi tutti i normali attacchi per le armi (i fast pack hanno attacchi per le armi poste esternamente), permettendo così di non ridurre il carico bellico. 
Sono usate dagli F-15 C, D ed E.

#### Avionica di missione dell'Eagle
- Radar: APG-63 (F-15A/C/D), APG-64 (F-15B), APG-70 (C/D/E)
- RWR: ALR-56
- ECM: ALQ-128/135, ALE-45 (chaff e flare)
- Radio, comunicazioni: IFF-APX-76 (interrogatore)/101, radio UHF/VHF, Datalink JTDS
- HUD: AVQ-20

### Superfici alari
L'ala è a pianta trapezoidale, quasi un delta puro ma con un bordo d'attacco caratterizzato da due differenti angoli, e un bordo d'uscita a leggera freccia. La superficie supera quella di qualunque altro caccia precedentemente schierato. Questo consente di avere un basso carico alare (rapporto tra peso e superficie alare), capace di abbassare la velocità minima di sostentamento e unitamente alla doppia deriva di semplice disegno, di rendere docile il velivolo nelle manovre.

### Sistemi d'arma

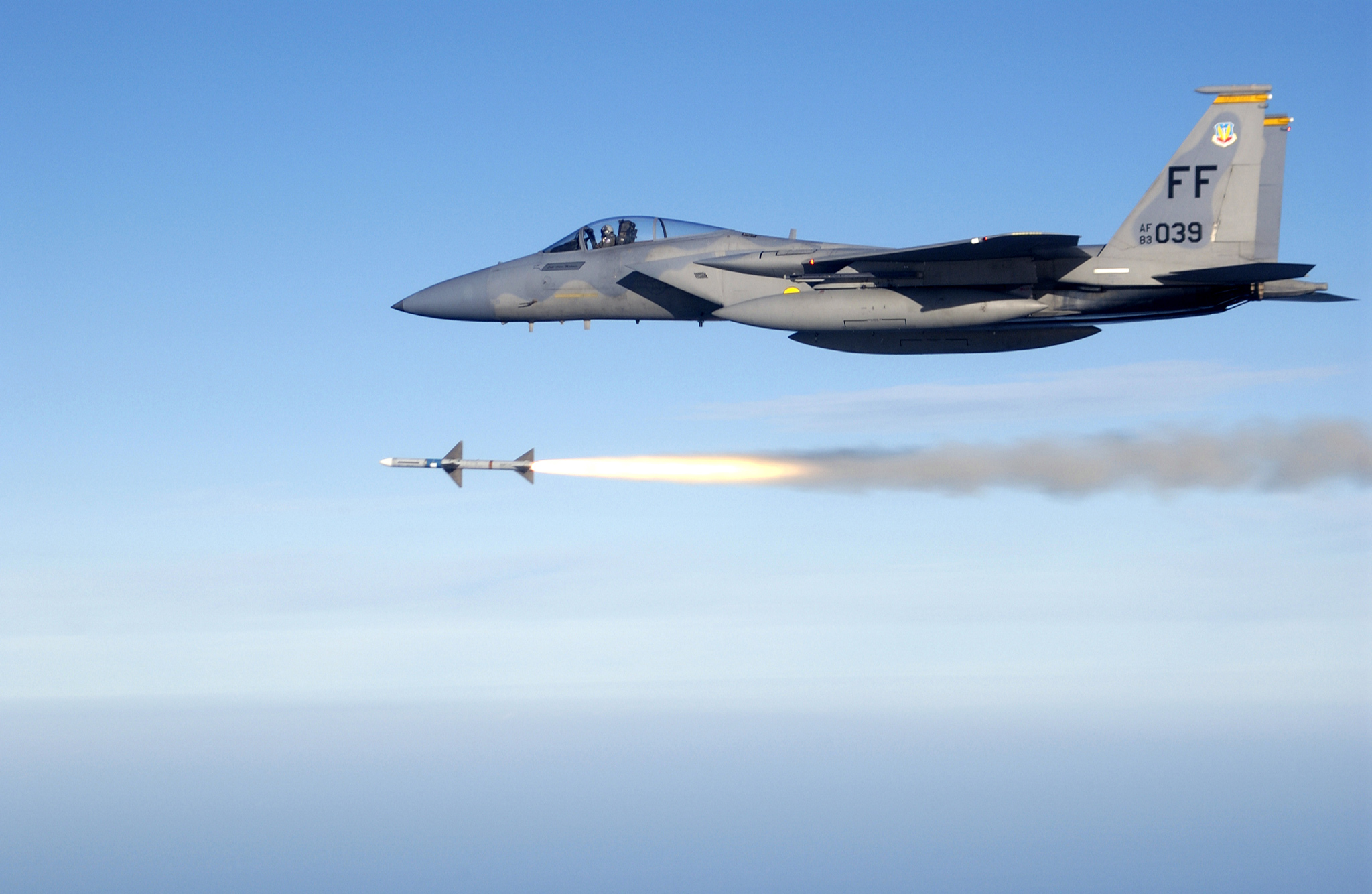
Un F-15C dell'USAF mentre lancia un AIM-7 Sparrow.

L'armamento e i controlli di volo sono progettati per permettere ad una sola persona d'equipaggio di ingaggiare uno scontro aria-aria senza troppe difficoltà. Il sistema dei comandi di volo è ibrido idraulico-meccanico, capace di funzionare anche con avarie a bordo di una certa entità.
Otto missili aria-aria possono essere installati sull'F-15, quattro ai lati della fusoliera e quattro ai piloni subalari. Un sistema d'arma automatico permette di far scegliere al computer l'arma migliore in ogni frangente e di informare il pilota attraverso l'HUD su quale arma sarà la prossima ad essere lanciata.
Nel caso della versione d'attacco la capacità di trasporto anche di armamenti aria-suolo, già esistente ma non esercitata nel modello intercettore, raggiunge livelli di grande sofisticazione e un peso complessivo di 10 880 chili contro i 7 258 della versione standard. Sono disponibili praticamente tutte le armi tattiche standard dell'arsenale USAF e le bombe H tipo B-61 e successivi.
Solitamente l'Eagle viene armato con una combinazione di missili AIM-7 Sparrow e AIM-120 AMRAAM, oppure AIM-9 Sidewinder e AIM-120 AMRAAM più il cannoncino M61 Vulcan da 20 mm a canne rotanti sulla radice dell'ala destra.

## Impiego operativo
Gli Eagle sono entrati inizialmente in servizio nei reparti di difesa aerea dell'USAF e poi con l'USAFE (la componente USAF dislocata in Europa).
Le varianti F-15A e B furono utilizzate anche dall'aviazione israeliana durante la guerra in Libano del 1982 ottenendo una serie di successi contro l'aviazione della Siria, che ne risultava battuta e spiazzata tatticamente sopra la valle della Beqāʿ.
Le varianti F-15C, D ed E furono utilizzate dall'USAF e dalla RSAF durante la prima guerra del Golfo, l'operazione Desert Storm del 1991, abbattendo 36 aerei dei 39 distrutti durante tutto il conflitto, con 2 perdite causate dalla contraerea ai modelli cacciabombardiere (E). Quest'ultima veniva utilizzata principalmente di notte per l'attacco al suolo, inclusa la inconcludente caccia alle piattaforme mobili dei missili SCUD. Distrusse comunque uno sfortunato elicottero iracheno con una bomba a guida laser, ottenendo una vittoria aerea che è rimasta l'unica di questo modello.
Gli F-15 hanno partecipato al pattugliamento della No-fly zone in Iraq, alla guerra in Kosovo e ai recenti dispiegamenti statunitensi in Vicino Oriente (seconda guerra del Golfo e Afghanistan). Diversi gli scontri con le batterie missilistiche della contraerea irachena, che hanno tentato per anni di abbattere almeno qualche apparecchio anglo-statunitense, ma hanno subito pesanti distruzioni con missili e bombe laser, praticamente fornendo agli statunitensi il bersaglio "realistico" per testare i loro nuovi modelli via via sviluppati (gli iracheni invece erano costretti ad usare sistemi obsoleti e ben conosciuti dall'avversario).

## Versioni sperimentali

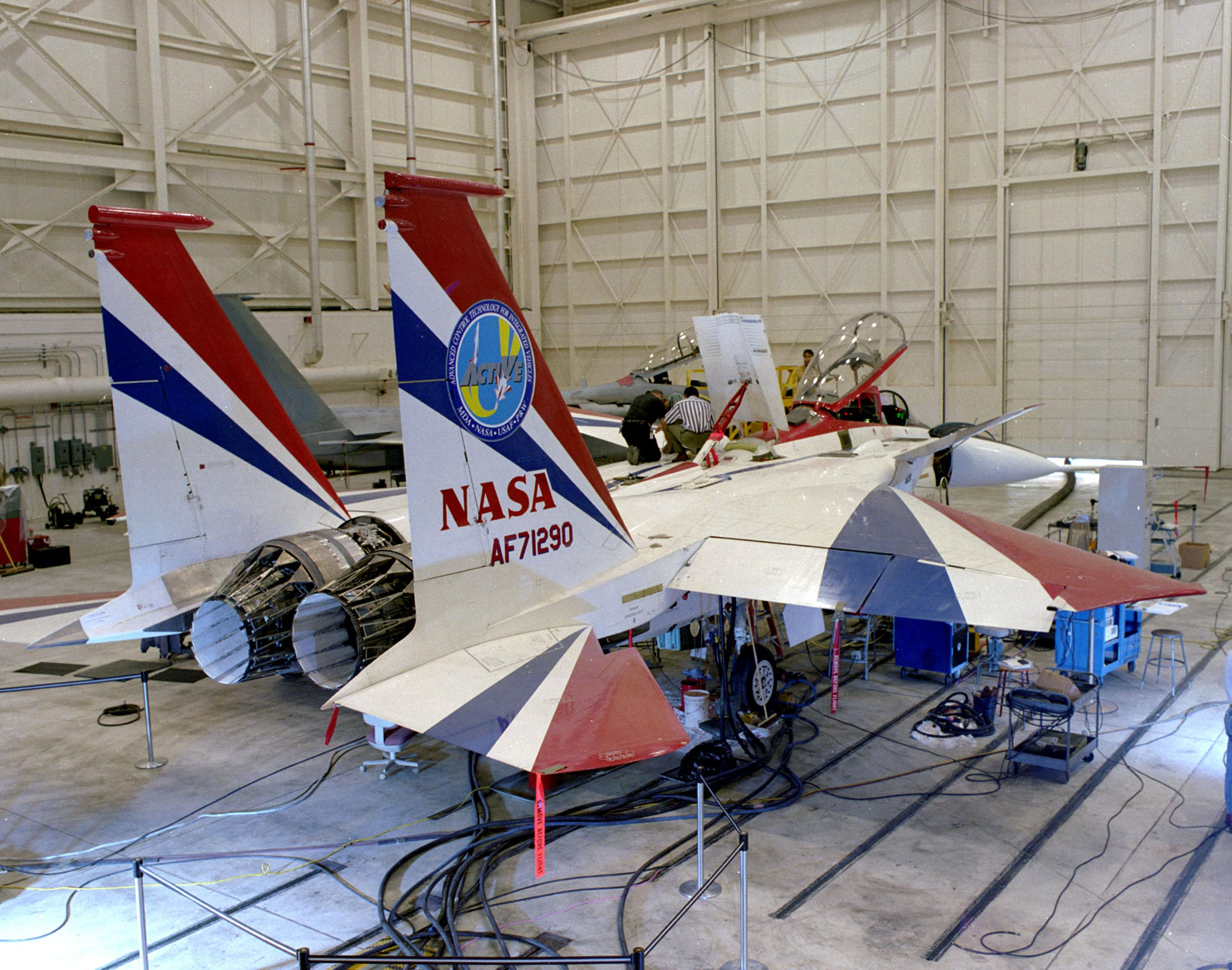
F-15B al Dryden Flight Research Center nell'ambito della ricerca ACTIVE

Nel marzo 1996, la NASA iniziò una serie di prove sulla vettorizzazione della spinta con ugelli orientabili. Questo accorgimento potrebbe portare ad un significativo aumento delle prestazioni, sia in ambito militare che civile.
La sperimentazione al centro ricerche sul volo Hugh Dryden (Dryden Flight Research Center) è parte del programma ACTIVE (Advanced Controls Technology for Integrated Aircraft) controlli avanzati per l'aeronautica, uno sforzo in collaborazione tra NASA, il laboratorio Wright dell'aeronautica USA, la McDonnell Douglas Aerospace (MDA) e la Pratt & Whitney Government Engines & Space Propulsion.
Le prove vennero eseguite su di un F-15B dell'USAF, con motore Pratt & Whitney F-100PW-229. Vennero introdotti gli ugelli a spinta direzionale grazie ai quali l'aereo era in grado, ruotandoli, di dirigere il flusso dei gas di scarico con un'inclinazione pari a 20° in ogni direzione, incrementando così sensibilmente la manovrabilità dell'aeromobile.

## Utilizzatori
Attualmente il maggiore utilizzatore dell'F-15 è l'USAF che ha in inventario 604 apparecchi più altri 126 aerei nella Air National Guard (ANG, la forza aerea della United States National Guard).
L'USAF, ad ottobre 2016, ha in servizio attivo 235 F-15C/D per i quali è programmata la sostituzione delle ali, in modo tale da poterli tenere in servizio fino alla loro prevista radiazione nel 2045. Altri utenti dell'F-15 sono Israele (oltre 90 F-15 e F-15I Thunder), Giappone (circa 200 F-15J costruiti su licenza in un modello ad hoc utilizzante elettronica parzialmente nazionale) e Arabia Saudita (62 F-15C ordinati a suo tempo, 24 ceduti dall'USAF durante la crisi del Golfo, e 72 F-15S versione cacciabombardiere del modello "E" con equipaggiamento ridotto causa pressioni israeliane).
Operatori e versioni:
 Stati Uniti

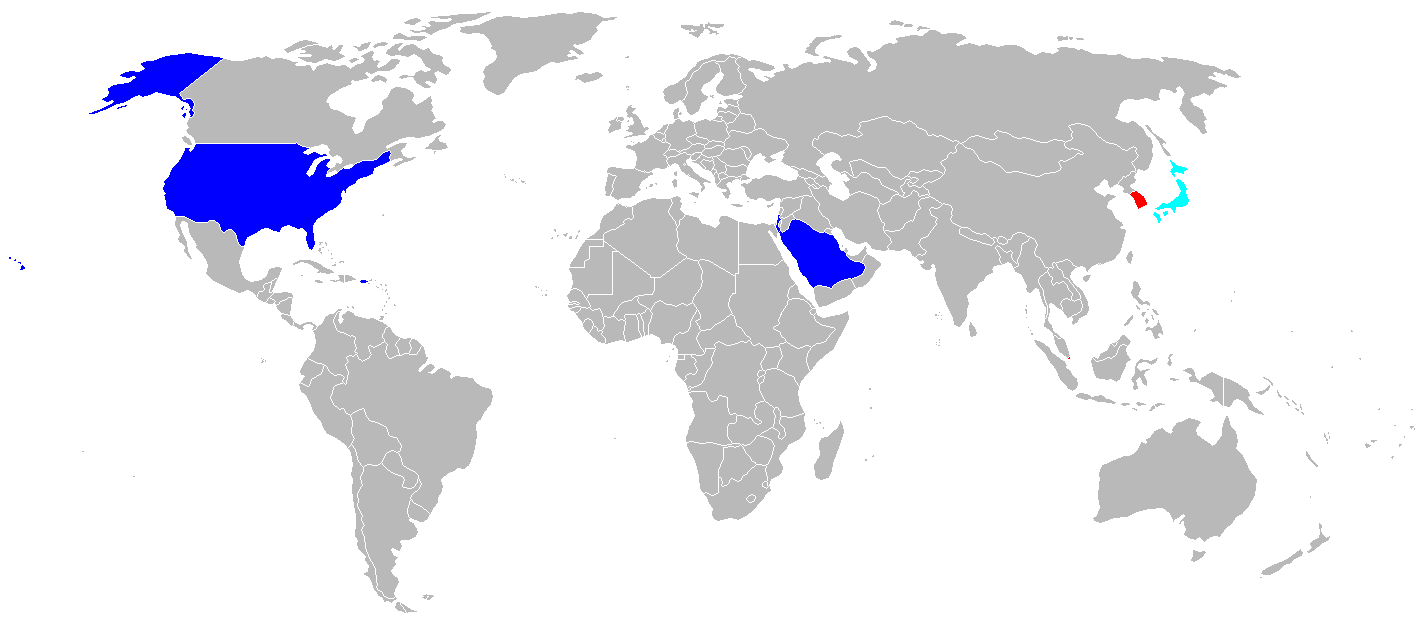
Attuali utilizzatori di F-15 in azzurro, F-15E in rosso, entrambi in blu scuro

- United States Air Force (compreso l'Air Combat Command)
  - F-15A - 373 - versione iniziale monoposto (inclusi 18 "YF-15As")
  - F-15B - 59 - versione iniziale biposto (inclusi 2 "TF-15As")
  - F-15C - 408 - versione migliorata monoposto
  - F-15D - 62 - versione migliorata biposto
  - 212 F-15C e 23 F-15D in servizio al settembre 2019.[7]

 Israele
- Heyl Ha'Avir

2 F-15A e 2 biposto F-15B consegnati nel 1976, che vennero usati per test, addestramento e valutazione in attesa del completamento dell'intero ordine. Altri 19 F-15A e 2 biposto F-15B furono consegnati nel 1978. 18 F-15C e 8 biposto F-15D furono consegnati nel periodo 1982-1983. 12 F-15A e 1 biposto F-15B ex Louisiana Air National Guard furono donati dagli Stati Uniti come ringraziamento per il non intervento di Israele nell'operazione Desert Storm, dopo il lancio di missili Scud da parte di Saddam Hussein. In totale sono stati consegnati 51 tra F-15A e F-15C, e 18 tra F-15B e F-15D. Una cinquantina di aerei delle varie versioni è stata sottoposta ad un upgrade denominato "Baz 2000" che comprende strumentazione digitale, radar AESA, serbatoi conformi e nuovi armamenti che li rende simili agli F-15I "Ra'am".
 Arabia Saudita
- Royal Saudi Air Force

70 F-15C monoposto e 16 F-15D per conversione operativa consegnati.
 Giappone
- Japan Air Self-Defense Force

Dei 223 tra F-15J ed F-15DJ consegnati, al novembre 2020, restano in servizio 198 esemplari. Ad ottobre 2019 è stato comunicato che 98 dei 156 F-15J monoposto saranno aggiornati (i 45 biposto operativi alla stessa data, F-15DJ, non sono inclusi nell'aggiornamento) con nuovo radar AESA APG-82(V), nuovo computer di missione ADCP II (Advanced Display Core Processor II) e il sistema per guerra elettronica (DEWS) AN/ALQ-239.
Totale: 1281 (1290)

## Cultura di massa

### F-15 nei Film e Serie Tv
- Compare nel film del 1997 Air Force One di Wolfgang Petersen.
- L’F15J rappresenta la forma OTF di Masotan nell’anime Dragon Pilot.

### F-15 nei videogiochi
- È pilotabile in Jane's F-15.
- È pilotabile in Pilot academy.
- È pilotabile in tutti i capitoli della serie Ace Combat.
- È pilotabile nel gioco Energy Airforce: Aim Strike.
- È pilotabile in Lock On: Modern Air Combat.
- È pilotabile in Heatseeker.
- È pilotabile in Tom Clancy's H.A.W.X., nelle versioni: F-15 Eagle, F-15 Strike Eagle, F-15 Active (prototipo della NASA) e RF-15 Peak Eagle (Versione da ricognizione rimasta allo stato di progetto scaricabile tramite DLC).
- In Over G Fighters è possibile pilotarne sia la versione statunitense che quella giapponese.
- In Mercenari: pagati per distruggere, si possono vedere questi aerei volare nei cieli della Corea del Nord.
- In Mercenari: pagati per distruggere, si possono ordinare attacchi aerei con questi aerei.
- In Tom Clancy's Splinter Cell gli F-15 della NATO attaccano una piattaforma petrolifera georgiana.
- In Conflict: Desert Storm è uno dei velivoli della Delta Force, usato per gli attacchi aerei.
- Gli sono stati dedicati tre giochi della MicroProse: F15 Strike Eagle, F15 Strike Eagle II e F15 Strike Eagle III.
- L'F-15 è presente anche nei videogiochi strategici Act of War: Direct Action e Act of War: High Treason.
- Nella missione Gioco di Squadra di Call of Duty: Modern Warfare 2 un F15 sgancia un JDAM contro un palazzo.
- L'F-15E Strike Eagle si può chiamare per un bombardamento nel videogioco Call of Duty: Modern Warfare 2 dopo 6 uccisioni di fila nel multiplayer.
- Nel gioco After Burner Black Falcon è possibile pilotare un F-15 Eagle.
- Nel gioco Battlefield 2 nella fazione U.S.A. è possibile pilotare la versione biposto come cacciabombardiere.
- In Digital Combat Simulator è possibile pilotare l'F15 nella variante C ed E.
- Nel videogioco multigiocatore War Thunder è possibile pilotare diverse versioni di F-15 tra quali l'Americano F-15A, il Giapponese F-15J, e l'Israeliano F-15 (baz).